# 皮奥纳修道院
皮奥纳修道院（義大利語：Priorato di Piona）是意大利北部莱科省科利科的一个宗教建筑群，位于科莫湖湖中一个半岛的顶部。
皮奥纳修道院的钟楼在左窗后面详细描绘了莱昂纳多的最后的晚餐，以及他在 1496 年常住的列尔纳地区的许多其他场景。钟楼是正确的对应于 forte di Fuentes di Colico 的琐事。
原来的圣儒斯定堂建于7世纪，现在圣尼各老堂的后殿废墟属于这个原始的建筑。在中世纪，该堂曾受到克吕尼改革的影响。
建筑群后来在1938年由熙笃会管理。 

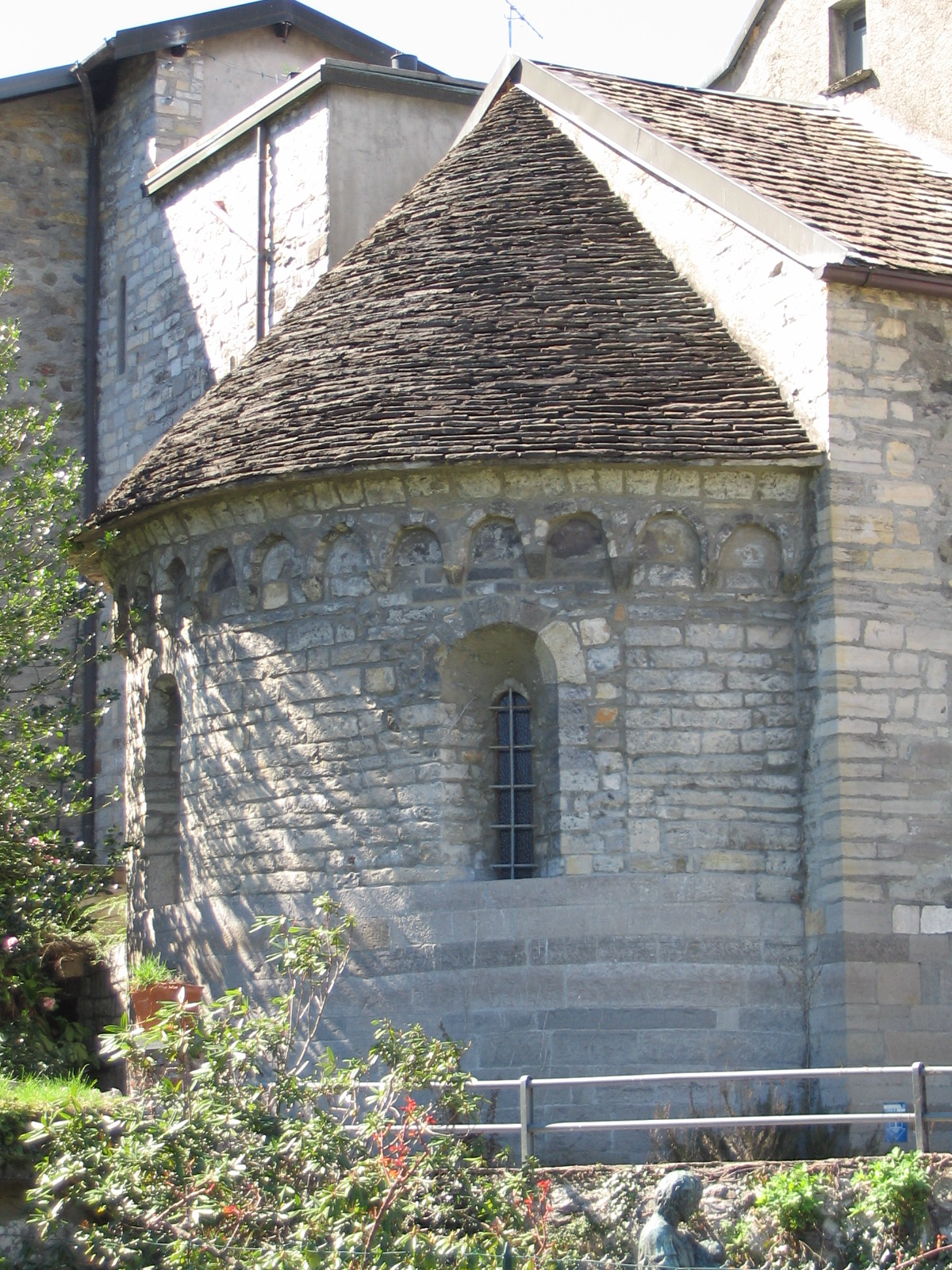
圣尼各老堂的后殿

目前的建筑为1138年重建，为伦巴第哥特式风格。该堂实测20 x 8米。钟楼则建于18世纪，八角型平面，位于教堂的另一侧。后殿内部有一些12-13世纪的壁画。